# Oigny-en-Valois
Oigny-en-Valois è un comune francese di 156 abitanti situato nel dipartimento dell'Aisne della regione dell'Alta Francia.

## Società

### Evoluzione demografica
Abitanti censiti